# Oswin Martinek
Oswin Martinek (* 9. Februar 1924 in Dornbirn; † 30. August 1997) war ein österreichischer Rechtswissenschaftler, Ministerialbeamter und Honorarprofessor. Er beschäftigte sich im Schwerpunkt seiner Arbeit mit dem österreichischen Arbeits- und Sozialrecht.

## Leben
Von 1930 bis 1934 besuchte Oswin Martinek die Volksschule und anschließend daran das Humanistische Gymnasium in Wien. Im Jahr 1941 wurde Martinek zum Kriegsdienst in der deutschen Kriegsmarine eingezogen und bei Kampfhandlungen im Zweiten Weltkrieg schwer verwundet und in Kriegsgefangenschaft genommen. Erst im Juni 1946 kehrte er aus der Kriegsgefangenschaft zurück und begann daraufhin das Studium der Rechtswissenschaften an der Rechtswissenschaftlichen Fakultät der Universität Wien. Dieses beendete Oswin Martinek im Jahr 1950 mit der Promotion zum Doktor der Rechte (Dr. iur.).
Nach dem Absolvieren der Gerichtspraxis nahm Martinek eine Anstellung beim Landesarbeitsamt Wien an, wo er unter anderem in der Rechtsabteilung eingesetzt wurde. Von Februar 1952 bis Februar 1958 arbeitete er bei der Arbeiterkammer Wien, wo ihm letztlich die Leitung des Referates „Öffentlicher Dienst“ übertragen wurde. Im März 1958 erfolgte der Wechsel ins Bundesministerium für soziale Verwaltung, wo er 1963 zum Leiter der Kodifikationsabteilung bestellt wurde. Mit Jänner 1968 wurde er zum Ministerialrat befördert und schließlich im Februar 1971 Leiter der Sektion V „Allgemeine Sozialpolitik und Arbeitsrecht“. Ab 1. Jänner 1975 war er auch formal Sektionschef und damit einer der höchstrangigen Beamten im Ministerium. Im Jahr 1989 trat Martinek als Ministerialbeamter in den Ruhestand. Ein Jahr später, mit 18. Jänner 1990 wurde er vom Bundespräsidenten auf Vorschlag der Bundesregierung zum Ersatzmitglied des Verfassungsgerichtshofs ernannt.
Seine wissenschaftliche Karriere fand ihren Höhepunkt im Jahr 1972, als ihm die Honorarprofessur für Arbeitsrecht an der Universität Linz verliehen wurde. 1983 erhielt er außerdem das Österreichische Ehrenkreuz für Wissenschaft und Kunst I. Klasse verliehen. Die Österreichische Gesellschaft für Arbeits- und Sozialrecht begründete Martinek im Jahr 1966 mit und war deren Vorstandsmitglied, in der Österreichischen Juristenkommission war er seit deren Gründung 1963 ständiges Mitglied. Darüber hinaus war er zeitweise Mitglied und Geschäftsführer der Arbeitsrecht-Kodifikationskommission, Mitglied des Verwaltungsrats der International Labor Organisation und Vorsitzender der Gleichbehandlungskommission.